# Altamont (Illinois)
Altamont es una población ubicada en el condado de Effingham en el estado estadounidense de Illinois. En el año 2010 tenía una población de 2.283 habitantes.

## Geografía
Altamont se encuentra ubicada en las coordenadas 39°3′25″N 88°44′51″O / 39.05694, -88.74750.

## Demografía
Según la Oficina del Censo en 2000 los ingresos medios por hogar en la localidad eran de $33,18, y los ingresos medios por familia eran $37,83. Los hombres tenían unos ingresos medios de $27,63 frente a los $18,44 para las mujeres. La renta per cápita para la localidad era de $15,47. Alrededor del 6,9% de la población estaban por debajo del umbral de pobreza.